# Faridabad
 Faridabad  è una città dell'India settentrionale di 1.054.981 abitanti, capoluogo del distretto di Faridabad, nello stato federato dell'Haryana. In base al numero di abitanti la città rientra nella classe I (da 100.000 persone in su).
È una città industriale, fondata nel 1607, posta 25 km a sud di Delhi.

## Geografia fisica
La città è situata a 28° 25' 60 N e 77° 19' 0 E e ha un'altitudine di 197 m s.l.m..

## Società

### Evoluzione demografica
Al censimento del 2001 la popolazione di Faridabad assommava a 1.054.981 persone, delle quali 580.548 maschi e 474.433 femmine. I bambini di età inferiore o uguale ai sei anni assommavano a 154.603, dei quali 83.638 maschi e 70.965 femmine. Infine, coloro che erano in grado di saper almeno leggere e scrivere erano 723.049, dei quali 436.064 maschi e 286.985 femmine.